# Karl Alfred von Zittel
Karl Alfred von Zittel (ur. 25 września 1839 w Bahlingen w Badenii, zm. 5 stycznia 1904 w Monachium), paleontolog niemiecki.

## Życiorys
Studiował w Heidelbergu, Paryżu i Wiedniu. Przez krótki czas pracował dla Państwowego Instytutu Geologicznego i muzeum mineralogicznego w Wiedniu. W 1863 został profesorem geologii i mineralogii na politechnice w Karlsruhe, a trzy lata później dostał posadę na uniwersytecie w Monachium.
W roku 1880 wybrano otrzymał katedrę geologii i zaproponowano mu posadę dyrektora muzeum historii naturalnej w Monachium. W tym czasie powstawała jego monografia Cretaceous bivalve mollusca of Gosau (1863–1866) oraz esej dotyczący Tytanu (1870). W latach 1873–1874 wziął udział w ekspedycji na Pustynię Libijską. Owocem wyprawy były dwa dzieła Über den geologischen Bau der libyschen Wuste (1880) oraz Palaeontographica (1883).
W 1894 otrzymał Order Maksymiliana, a w 1899 wybrany został prezydentem Bawarskiej Królewskiej Akademii Nauk.